# 이사고게

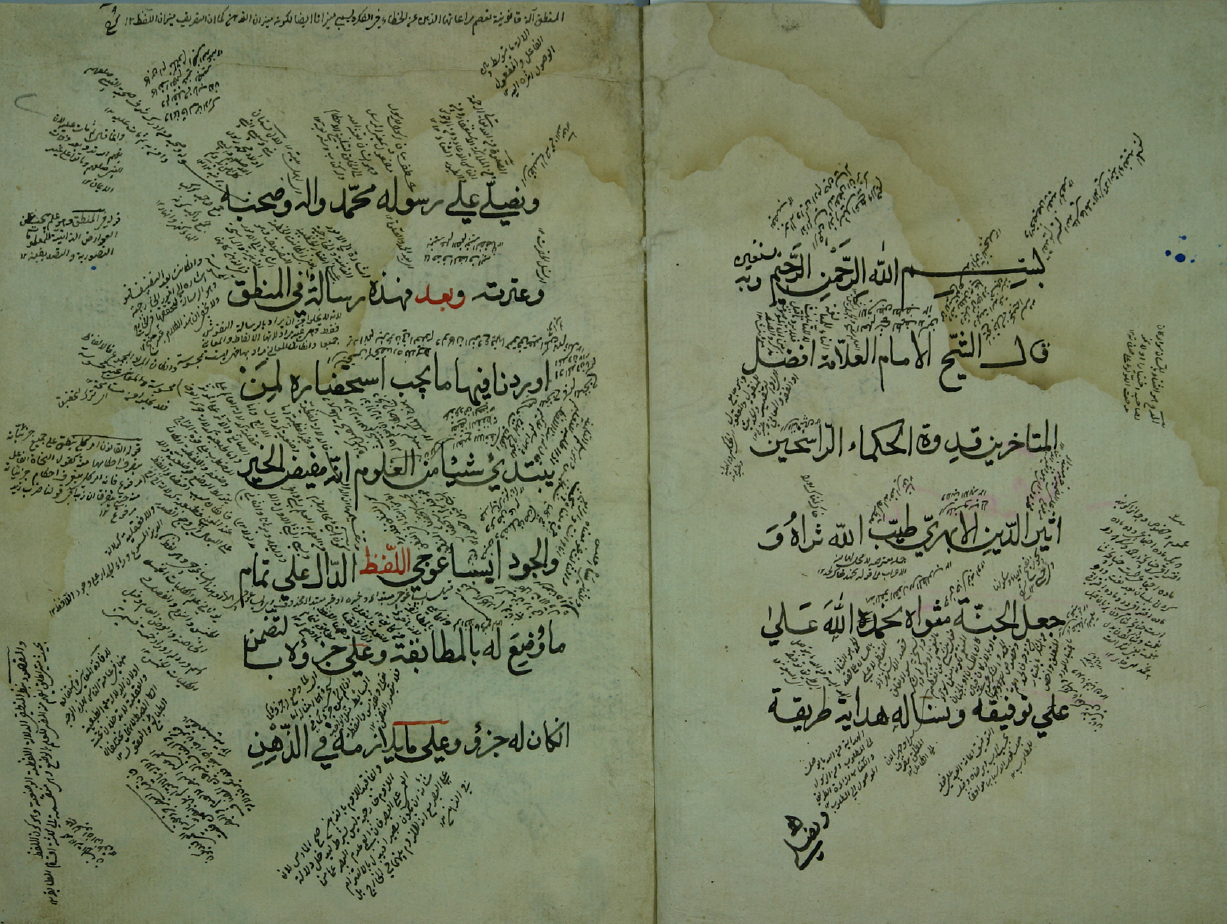

이사고게(그리스어 Εἰσαγωγή, Eisagōgḗ) 또는 "아리스토텔레스의 범주론 입문"은 포르피리오스가 쓰고 보이티우스에 의해 라틴어로 번역되었으며 포르피리우스 사후 적어도 천년 동안 논리에 관한 표준 교과서였다. 암모니우스, 엘리아스, 데이빗와 같은 고대 해설자에 의하면 이 책은 268년에서 270년 사이에 시칠리아에서 포르피리우스에 의해 저술되었고 도시 크리사오리움으로 보내졌다. 이 작품에는 일반적으로 실체에서 개인에 이르기까지, 포르피리우스의 나무로 알려진 속과 종에 대한 계층적 분류와 "보편자" 문제를 언급하는 서론이 포함되어 있다.
보이티우스의 라틴어 번역은 중세 유럽의 여러 학교와 대학에서 표준 교과서가 되어 논리의 중세 철학-신학적 전개와 보편자 문제의 발판을 마련하였다. 보이티우스, 아베로즈, 아벨라르, 스코투스와 같은 많은 작가들이 이 책에 대한 논평을 썼다. 윌리엄 오캄 같은 작가들은 자신의 논리학 교과서에 이들 논평을 실었다.

## 판본
최초의 라틴어 번역은 현재 남아있지 않지만 4세기 마리우스 빅토리누스에 의해 이루어졌다. 보이티우스는 이것에 의존해서 번역하였다. 가장 오래된 시리아어 번역은 7세기에 아타나시우스 발라드에 의해서이다. 이 작품은 일찌기 아르메니아어로도 번역되었다.
이 입문서는 이븐 알 무카파(Ibn al-Muqaffa)에 의해 시리아어에서 아랍어로 번역되었다. 이 책은 아랍어 이름 이사후지(Isāghūjī )로 알려져서 오랫동안 이슬람 세계에서 논리학의 표준 입문서가 되었고, 신학, 철학, 문법, 법학의 연구에 영향을 주었다. 이 작품의 번안과 요약본 외에도 논리에 관한 많은 이슬람 철학자들의 독립 작품들도 이사후지로 불리었다. 포르피리우스가 우유성에 대한 언급한 이후로 우유성 과 본질에 대한 오랜 논쟁이 촉발되었다.

## 속성들
속성(라틴어 praedicabilis, 어떤 때는 '다섯 술어 quinque voces 또는 five words' 로 불린다)란 학문적 논리학에서 술부가 그 주어에 부합하는 관계의 분류에 적용되는 말이다. 중세 철학자들이 작성하고 일반적으로 현대의 논리학자들에게 받아들여진 목록은 원래 아리스토텔레스가 제안한 4중 분류법을 바탕으로 하였다. (Topics, a iv. 101 b 17-25) 즉 정의(horos), 속(genus), 고유 속성(idion), 우유성(sumbebekos)이다. 보이티우스의 이사고게로부터 얻어진 학문적 분류는 정의를 종차(diaphora)와 종(eidos)으로 대치하여 아리스토텔레스의 원본을 수정하였다.

## 포르피리우스의 나무
중세 교과서에서 가장 중요한 포르피리우스의 나무(Porphyrian Tree)는 실체에 대한 그의 논리적 분류를 그림으로 보여준다. 오늘날에도 살아있는 유기체를 분류하는 데 있어서 분류학은 포르피리우스의 나무라는 개념으로부터 영향을 받은 것이다. 이에 관해서는 분지학(Cladistics)을 참조하라.

## 보편자 문제
이 작품은 보편자의 중요성에 대한 중세의 논쟁을 불러일으킨 것으로 유명하다. 포르피리우스는 다음과 같이 말한다.
당분간 나는 당연히 속과 종에 관해서, 그것들이 유효한지, 그것들이 기본적이고 순수하게 고립된 개념인지, 만약 유효하다면 그것들이 형체가 있는지 없는지, 또는 그것들이 분리된 즉 느낄수 있는 대상인지 그리고 다른 관련 문제들에 대해서 말하지 않겠다. 이런 종류의 문제는 매우 심오하며 더 광범위한 조사가 필요하다. αὐτίκα περὶ τῶν γενῶν τε καὶ εἰδῶν τὸ μὲν εἴτε ὑφέστηκεν εἴτε καὶ ἐν μόναις ψιλαῖς ἐπινοίαις κεῖται εἴτε καὶ ὑφεστηκότα σώματά ἐστιν ἢ ἀσώματα καὶ πότερον χωριστὰ ἢ ἐν τοῖς αἰσθητοῖς καὶ περὶ ταῦτα ὑφεστῶτα, παραιτήσομαι λέγειν βαθυτάτης οὔσης τῆς τοιαύτης πραγματείας καὶ ἄλλης μείζονος δεομένης ἐξετάσεως.
비록 그는 이 문제를 더 언급하지는 않았지만, 그가 제기한 문제는 그의 작품에서 가장 영향력 있는 부분인데, 이는 보편자의 중요성에 관한 중세 논쟁의 근간을 이루는 질문이기 때문이다. 보편자는 마음 속에 존재하는가 아니면 실재하는가? 만약 실재한다면 그것들은 물리적인 것인가 아닌가? 물리적인 것이라면 물리적인 물체와 별개로 존재하는가, 아니면 그 일부인가?

## 참고 문헌
- Barnes, Jonathan (2003). Introduction to Introduction by Porphyry. Clarendon Press (modern translation of the Isagoge)
- King, Daniel (2010). The Earliest Syriac Translation of Aristotle's Categories: Text, Translation and Commentary. Brill
- "Porphyrii Isagoge translatio". Corpus scriptorum latinorum (in Latin). Retrieved 2008-05-03.
- Pearse, R. "Porphyry, Introduction (or Isagoge) to the logical Categories of Aristotle. Preface to the online edition". Manuscripts. Retrieved 2008-05-03.
- Porphyry, Isagoge, translation by Octavius Freire Owen (1853)
- MS 484/15 Commentum super libro Porphyrii Isagoge; De decim predicamentis at OPenn